# اعتیاد به شکر

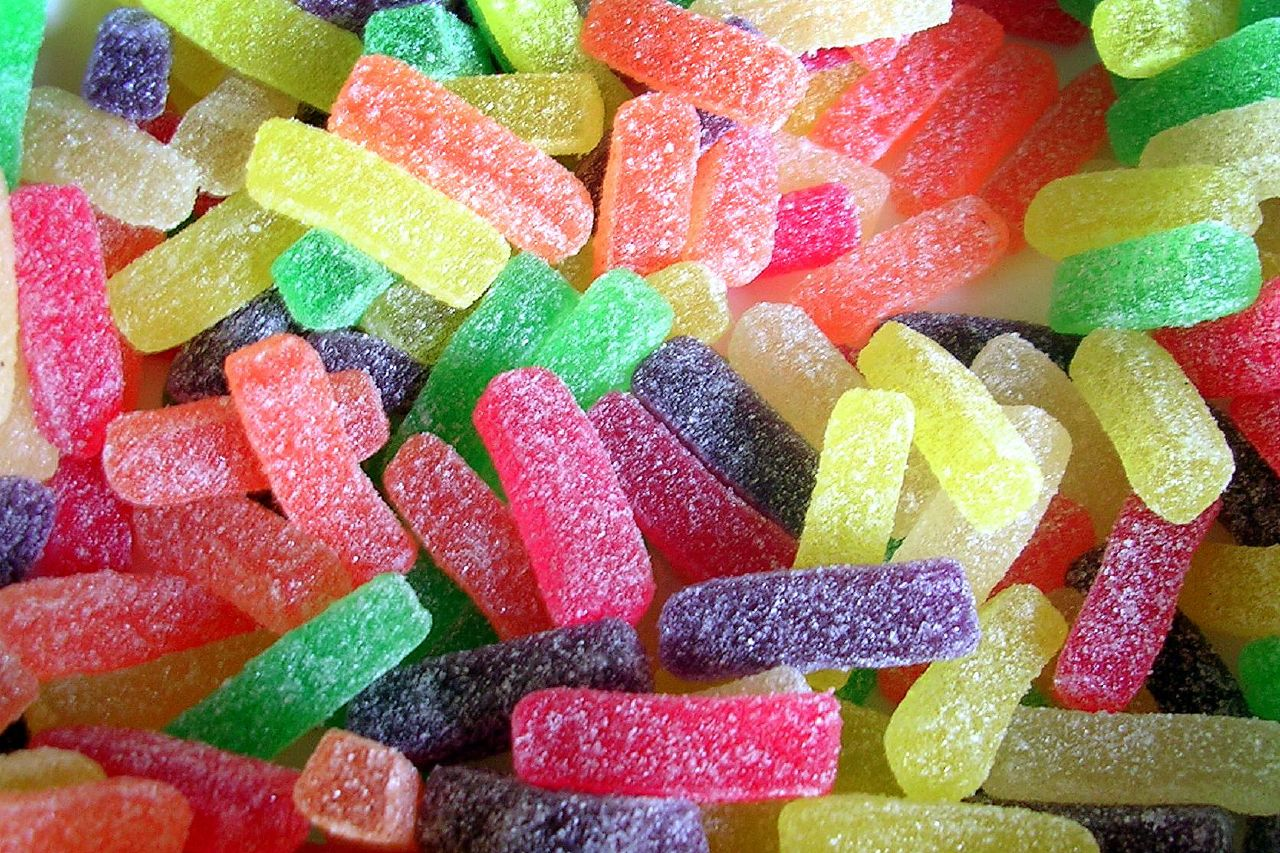
یک نوع خوراکی حاوی شکر

اعتیاد به شکر برخی از محققان اعتقاد دارند که خودداری از خوردن شکر می‌تواند باعث بروز علائمی اعتیادگونه یا حتی تغییرات مغزی گردد.
شکر دارای ترکیبات شیمیایی مانند تروپین و سروتونین است که در مغز مشابه مواد مخدر عمل می‌کند. علائم اعتیاد به شکر شبیه به علائم ترک مواد مخدر است. در این نوع اعتیاد اگر شخصی مدتی نوعی مادهٔ شیرین که خوردن آن را مدت‌ها جزو عادات غذایی او بوده‌است را مصرف نکند، ممکن است علائم پایین آمدن قند خون شامل، اضطراب، لرزش خفیف، عصبانیت و عرق سرد را نشان دهد.
مصرف قند مرکز پاداش دهی مغز را فعال می‌کند و زمانی که مرکز لذت یا مرکز پاداش دهی مغز فعال شود، احساس خوشی و لذت در فرد به وجود می‌آید. غذاهای با شاخص گلایسمی بالا در مرکز پاداش خاصیت اعتیادآور ایجاد می‌کند و احساس گرسنگی شدیدتری را در مقایسه با غذاهای کم قند به وجود می‌آورد و این یعنی غذاهایی که باعث بالاتر رفتن قند خون می‌شوند باعث ایجاد اعتیاد بیشتر در مغز می‌ شوند.